# Туманова, Людмила Анатольевна
Людмила Анатольевна Туманова (4 октября 1945, Курган — 12 июня 2018, Курган) — автор-исполнитель.

## Биография
Людмила Анатольевна родилась 4 октября 1945 года в городе Кургане Курганской области.
Окончив 9 классов школы № 32 в 1962 году, поступила в студию при Курганском областном театре драмы, где проучилась год.
С августа 1963 года работала помощником режиссёра Курганской студии телевидения и продолжила учёбу в десятом классе вечерней школы.
24 октября 1963 года Владимир Фисун, работавший ассистентом звукорежиссёра на курганском телевидении, нанёс ей в спину двенадцать ножевых ран. Он хотел жениться на Людмиле, было подано заявление в ЗАГС, но она забрала заявление. В 1964 году он приговорён по статьям 15 и 102 УК РСФСР к исключительной мере наказания — смертной казни. Верховный Суд СССР изменил приговор и снизил наказание до 15 лет лишения свободы, которые он отбыл. В результате повреждения спинного мозга у Людмилы наступил паралич обеих ног.
С 1965 года сочиняла стихи, затем песни, которые она исполняла, аккомпанируя себе на семиструнной гитаре.
В 1968 году Людмила Анатольевна взяла фамилию Туманова.
В январе 1969 года в программе «Здравствуй, товарищ» радиостанции «Юность» прозвучала песня «Стюардесса».
В 1969—1984 годах сотрудничала с детской редакцией Курганского телевидения и написала более тридцати сценариев сказок и пьес.
В 1972 году принята в Союз журналистов СССР. Член Российского союза профессиональных литераторов с 2002 года.
В ноябре 1977 году приняла участие в съёмках телевизионной эстрадной программы «Шире круг», показана в 21:30 28 декабря 1977 года по Первой программе Центрального телевидения СССР.
Людмила Анатольевна Туманова несколько лет боролась с онкологическим заболеванием и умерла 12 июня 2018 года в городе Кургане. Похоронена на Новом Рябковском кладбище города Кургана Курганской области.

## Награды
Лауреат премии «Комсомол 3ауралья», 1982 год, за творческую и концертную деятельность.

## Память
- Мемориальная доска установлена на доме, где она жила, г. Курган, ул. Пичугина, 37. Открыта 26 августа 2020 года. Инициатор проекта — ветеран журналистики Борис Евгеньевич Клеймёнов. Эскиз создал художник Павел Георгиевич Никишин при творческой поддержке Германа Алексеевича Травникова[10].
- Личные вещи поступили в Курганский областной краеведческий музей, в Государственном архиве общественно-политической документации Курганской области создан её персональный фонд[11].

## Дискография
- «Песни Людмилы Тумановой», 1973 год, фирма «Мелодия», тираж 565 000 экземпляров. Песни: Стюардесса; Нежность; Ко мне, Мухтар; Голубой звездопад; Море.
- «Людмила Туманова поёт свои песни», 1983 год, фирма «Мелодия». Песни: Ненастье было и прошло; Рождение дня; Небесные короли; Всему своё время.

## Фильмография
- Я живу в ожидании чуда, Курганская студия ТВ, 1974 год
- Встреча с песней Людмилы Тумановой, автор А. Казаков, Челябинская студия ТВ, 1975 год
- Нежность, Свердловская студия ТВ по заказу ЦТ, 1978 год
- Капля радости, Курганская студия ТВ, 1979 год
- Впереди вся жизнь, автор А. Иванова, Свердловская студия ТВ, 1980 год
- Адреса молодых, автор А. Трифонов, Центральное телевидение, 1981 год
- Киножурнал «Советский Урал» № 4, автор В. Жариков, Свердловская киностудия, 1984 год
- Разрозненные страницы или Необычайное путешествие, Курганская студия ТВ, 1984 год
- Напевы осени моей…, Курганская студия ТВ, 1985 год
- Иду к тебе… Бенефис Людмилы Тумановой» — Передача-концерт, КГТРК, 1997 год
- Наедине с осенью, Авторский видеофильм КГТРК, 1997 год

Создан цикл музыкальных передач радио «Мария FM» в Санкт-Петербурге. О ней рассказывали журналисты США и Венгрии.

## Публикации
- Туманова Л. А. Монолог под аккомпанемент гитары. — Курган: Периодика, 1992. — 111 с. — ISBN 5-8282-026-7.
- Туманова Л. А. Вот мой портрет. — Куртамыш: Куртамышская типография, 2005. — 103 с. — ISBN 5-98271-024-5.

Стихи печатались в журналах «Сибирский край», «Огни Зауралья», в поэтическом сборнике «Чтоб сердце пламенело».

## Семья
Мать, Надежда Павловна (28 сентября 1921 — 16 мая 1999), в 1938 году выселена в составе семьи в Омскую область на спецпоселение, работала в Омске синоптиком-наблюдателем. В марте 1942 года она вышла замуж за командира омского авиаотряда гражданской авиации Александра Владимировича Туманова, 9 ноября 1942 года он погиб на фронте при выполнении боевого задания. От второго брака две дочери Лариса и Людмила, вскоре брак распался. Работала в Кургане бухгалтером. Реабилитирована 11 августа 1994 года УВД Амурской области.
Дед, Павел Васильевич Холупенко (1896, Одесса — 28 мая 1938, расстрелян), работал оператором на станции Куйбышевка-Восточная. Приговорен по статье 58-10 УК РСФСР к высшей мере наказания. Реабилитирован 25 февраля 1957 года постановлением президиума Амурского облсуда.
Бабушка, Лидия Васильевна (1903—?), из купеческой семьи. В семье было 7 детей. В 1938 году выселены в Омскую область на спецпоселение. Реабилитирована 13 апреля 1995 года УВД Амурской области.